# Modesto Llamas Gil
Modesto Llamas Gil (León, 27 de junio de 1929) es un artista plástico español. 
Se inició pictóricamente en León en el estudio de Demetrio Monteserín. Completó su formación en la Escuela de Bellas Artes de San Fernando de Madrid, entre los años 1949 y 1953. 

## Biografía
Estudió Bellas Artes en Madrid gracias a una beca de la Diputación de León, teniendo como maestros a Vazquéz Díaz y Eugenio Hermoso, entre otros. Contrajo matrimonio con la también pintora Petra Hernández en el año 1955, oficiando la ceremonia D. Antonio González de Lama. Tuvieron cinco hijos,  de los cuales su hija, Olga Llamas, es también una destacada artista. Ejerció como catedrático de Enseñanza Media desde 1961, en la asignatura de dibujo artistíco, en diferentes institutos de Puertollano, Astorga y León (IES Padre Isla), hasta su jubilación en el año 1994. Alumnos suyos durante el bachillerato fueron los, posteriormente, también pintores: Mateo Santamarta, Manuel Frutos Llamazares, Benito García Domínguez, César Bobis, José Antonio Pastrana...

En el territorio pictórico, Llamas Gil puede ser encuadrado, inicialmente, en la variante plástica de lo que en literatura se llamó "generación de la postguerra", una ecléctica "suma de unidades" (sin ser exhaustivo y ciñéndonos solo al ámbito leonés: Alejandro Vargas, Castora de Francisco, Luis García Zurdo, Herminia de Lucas y la misma Petra Hernández), según definición del crítico e historiador Julián Díaz Sánchez. Su estilo personal, inicialmente figurativo, destacando su talento como retratista, derivó hacia un naturalismo levemente surrealista, de talante ácido. Finalmente, desde episodios cada vez menos aislados y hasta la actualidad, sin haber abandonado nunca la figuración, su obra entra de lleno en la abstracción expresionista, siendo el color el tema básico de experimentación y eje fundamental de sus composiciones.  Es autor, asimismo, de una variada producción de obra seriada. Ha utilizado todas las técnicas tradicionales, plumilla, óleo, témpera y, con más frecuencia, acrílico; sobre papel, lienzo o tabla; y dando, con el tiempo, un significativo peso a la textura y el volumen en sus obras a través de técnicas mixtas y collages. 

Testigo de su época, participó en la exposición inaugural del  CCAN en 1975 junto a, entre otros, Manuel Jular y Luis Sáenz de la Calzada. Sus pinceles han retratado un gran número de significativas figuras del mundillo universitario, cultural y político leonés desde mediados del pasado siglo. En muchas ocasiones reflejando sus retratos el lazo íntimo y amistoso que le vinculaba al personaje:  los poetas y escritores Antonio Gamoneda, Antonio Pereira, Victoriano Crémer, el bohemio y periodista Francisco Pérez Herrero, mixtificador de la leyenda del patrón del Jueves Santo leonés, el "santo" bebedor Genarín, Gaspar Moisés Gómez, Daniel Garay, José Eguiagaray, el catedrático de Veterinaria y senador constituyente Miguel Cordero del Campillo; el músico Odón Alonso (padre de Odón Alonso); Emilio Hurtado Llamas, Isabel Carrasco. son una parte, muy breve, de la amplia nómina de los documentados en lienzo junto con familiares 

"A través de lo que uno hace demuestra lo que siente, y yo quiero mucho a los míos". Modesto Llamas Gil, 2010.

 y personajes populares, a lo largo de su dilatado ejercicio profesional. También, como muestra de su evolución personal y pictórica y signo del paso de tiempo, destaca su serie de autorretratos.  Creativamente sigue en activo en la actualidad, sin haber dejado ni de pintar ni de exponer en los últimos años. Sus obras figuran en diferentes colecciones privadas y públicas, Caja España y Ayuntamiento, Universidad y Diputación de León, Museo de los Caminos (Astorga) y Museo de Arte Contemporáneo de Salamanca, entre otras. 

Recíprocamente, sobre Modesto Llamas Gil han escrito un gran número de literatos contemporáneos leoneses, y no solo críticos de arte. 

"Modesto Llamas es un funámbulo de la pintura que persigue en cada uno de los momentos de construcción de la obra, es decir a lo largo del tránsito temporal que conduce del vacío al pleno, el máximo equilibrio. Javier Hernando Carrasco. El Color de la Ironía, 1999.

"Tú, ahora, pintas lo que no existió nunca,

pero tú has visto la inexistencia y

la creas y es libre

incluso de sí misma"

Antonio Gamoneda. Modesto, 1999.

## Exposiciones
Su trayectoria expositiva, tanto individual como colectiva, es amplia; sin primar la cantidad sobre la oportunidad o necesidad creativa. Destaca la constancia tanto en la producción como en la espaciada, más significativa por dilatada temporalmente, exhibición. Desde 1953 hasta la actualidad señalaremos:

## Individuales
- 1991: Antológica: 1950-1991, Caja España León/Valladolid.
- 1999: Rojamaril.  Junta de Castilla y León.  Itinerante por las capitales de provincia de Castilla y León.
- 2000: Pintura. Sala de Exposiciones de la Universidad SEK. Segovia.
- 2004: Galería Ármaga. León.
- 2009: Palabra de Pintor. Museo de León. León.
- 2010: Galería Ármaga. León.
- 2013  Modesto Llamas Gil Retrospectiva 1945-2013[8] ILC

## Colectivas
- 1965: Concurso Nacional de pintura. Madrid.
- 1971/1973: Bienales de Pintura Provincia de León, sala Pallarés, León.
- 1978: Panorama 78, Junta de Castilla y León. Itinerante por las capitales de provincia de Castilla y León.
- 1979: 44 pintores contemporáneos. Burgos.
- 1986: Artistas Actuales Leoneses. Itinerante por las capitales de provincia de Castilla y León.

El Bodegón. Biblioteca Pública de León. León.
- 1994: Reencuentro. Edificio Pallarés. Instituto Leonés de Cultura. León.
- 1996: Kunst Rai. Galería Sardón. Ámsterdam.
- 1997: Premios "Fray Luis de León". Junta de Castilla y León. Valladolid.
- 2000: Colección Ferrer Blanco: El Desnudo. Museo de Salamanca. Salamanca.
- 2001: Artecampos, Arte en Castilla y León. Fundación Díaz Caneja. Palencia.
- 2004: ARCALE. Galería Reyes Católicos. Salamanca.
- 2008: La Palabra Pintada; Ilustraciones e ilustradores. escueladepercusionesdeleón. Palacete Independencia. León.

## Galardones
- Premio "Provincia de León" 1958.

## Hemerografía
- Gutiérrez García, José Manuel. Modesto Llamas Gil: un artista con las ideas claras. Filandón, n. 308; p.[I].  Diario de León, 1991. Año LXXXV (8 dic. 1991), n. 40501

- Algorri, Luis. "Modesto Llamas Gil: el pintor del traje invisible". Filandón, n. 325; p.VI-VIII. Diario de León, 1992. Año LXXXVI (5 abr. 1992), n. 40618

- Pereira, Antonio. "Modesto Llamas Gil: el pintor en su taller". Filandón, n. 325; p. IV-V. Diario de León, 1992. Año LXXXVI (5 abr. 1992), n. 40618

- Gutiérrez García, José Manuel. "Modesto Llamas Gil: los retratos de Modesto Llamas". Filandón, n. 325; p. II. Diario de León, 1992. Año LXXXVI (5 abr. 1992), n. 40618

- Merino, Margarita. "Modesto Llamas Gil: travesuras pictóricas". Filandón, n. 325, p. III. Diario de León, 1992. Año LXXXVI (5 abr. 1992), n. 40618

- Crémer, Victoriano. "Modesto Llamas Gil". Filandón, n. 325, p. I. Diario de León, 1992. Año LXXXVI (5 abr. 1992), n. 40618